# Ставроти
Ставроти (грч. Σταυρωτή) је насељено место у општини Кожани у периферији Западна Македонија, Грчка. Према попису из 2021. године било је 32 становника.
Према бугарском географу и историчару, Василу Канчову, у Ставротију је 1900. године живео 219 Турака. Године 1923. турско становништво је принудно исељено у Турску а на њихово место су насељене караманлијске избегличке породице, којих је на попису из 1928. године било 192. Село се раније звало Хашлар.